# Litra O
Lokomotiverne DSB litra O var en serie dampmaskiner bestående af i alt 36 enheder. Oprindeligt konstrueret af Borsig og Saronno, blev disse lokomotiver bygget i tidsrummet 1896-1901.
I årene 1934-1958 blev DSB litra O gradvist udrangeret.

## Udvalgte tekniske specifikationer
- Vægt: 53,9 tons[1]
- Maksimal hastighed: 70 km/h[1]
- Længde inkl. tender: 11 m.[1]

## Historie
Under 2. verdenskrig kom litra O-lokomotiverne i fokus på flere fronter. På den private jernbanestrækning mellem Høng og Tølløse blev de brugt til at transportere tørv fra Åmosen til København. Dette var en del af en indsats ledet af Carlsberg Bryggerierne og andre virksomheder. På trods af besættelsen fortsatte O-maskinerne med at køre, og de blev også set på andre jernbanelinjer som Haderslevbanen og Frederikssundsbanen.
Disse robuste lokomotiver oplevede også deres del af udfordringer under krigen, herunder sabotager og angreb fra allierede fly.
Efter krigen fortsatte litra O-lokomotiverne med at tjene jernbanenettet, indtil de gradvist blev udfaset mellem 1934 og 1958. Deres historie er en vigtig del af Danmarks jernbanearv og minder os om deres betydelige bidrag til landets transportinfrastruktur.